# Base aérea de Molesworth
A Base aérea de Molesworth é uma base aérea da Real Força Aérea localizada perto de Molesworth, em Cambridgeshire, Inglaterra, cuja história data desde 1917. A sua pista e instalações foram encerradas em 1973 e demolidas. Novas infra-estruturas foram construídas no começo dos anos 80 para servir de complexo de misseis de cruzeiro. Actualmente é um complexo sem meios aéreos operado pela Força Aérea dos Estados Unidos (USAF) e é uma de apenas duas bases em Cambridgeshire que são usadas pela Força Aérea dos Estados Unidos na Europa. Planeia-se que a USAF se retire do local e que o complexo seja vendido, contudo ainda nada é concreto.